# ابایتا ابابیری
ابایتا ابابیری (به لاتین: Abayita Ababiri) در اوگاندا است که در central region, uganda واقع شده‌است.